# Christianshavn

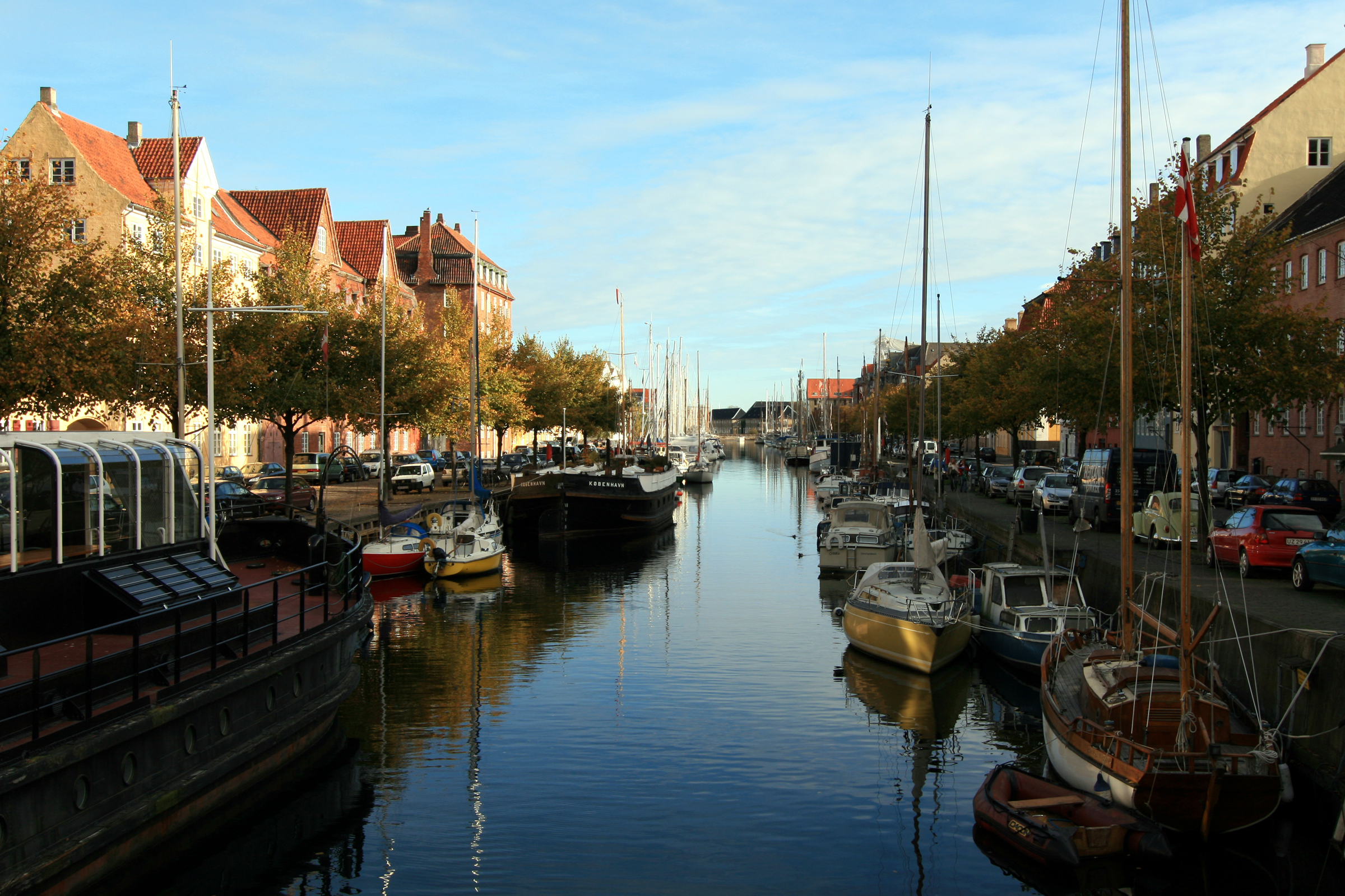
Kanál v Christianshavne

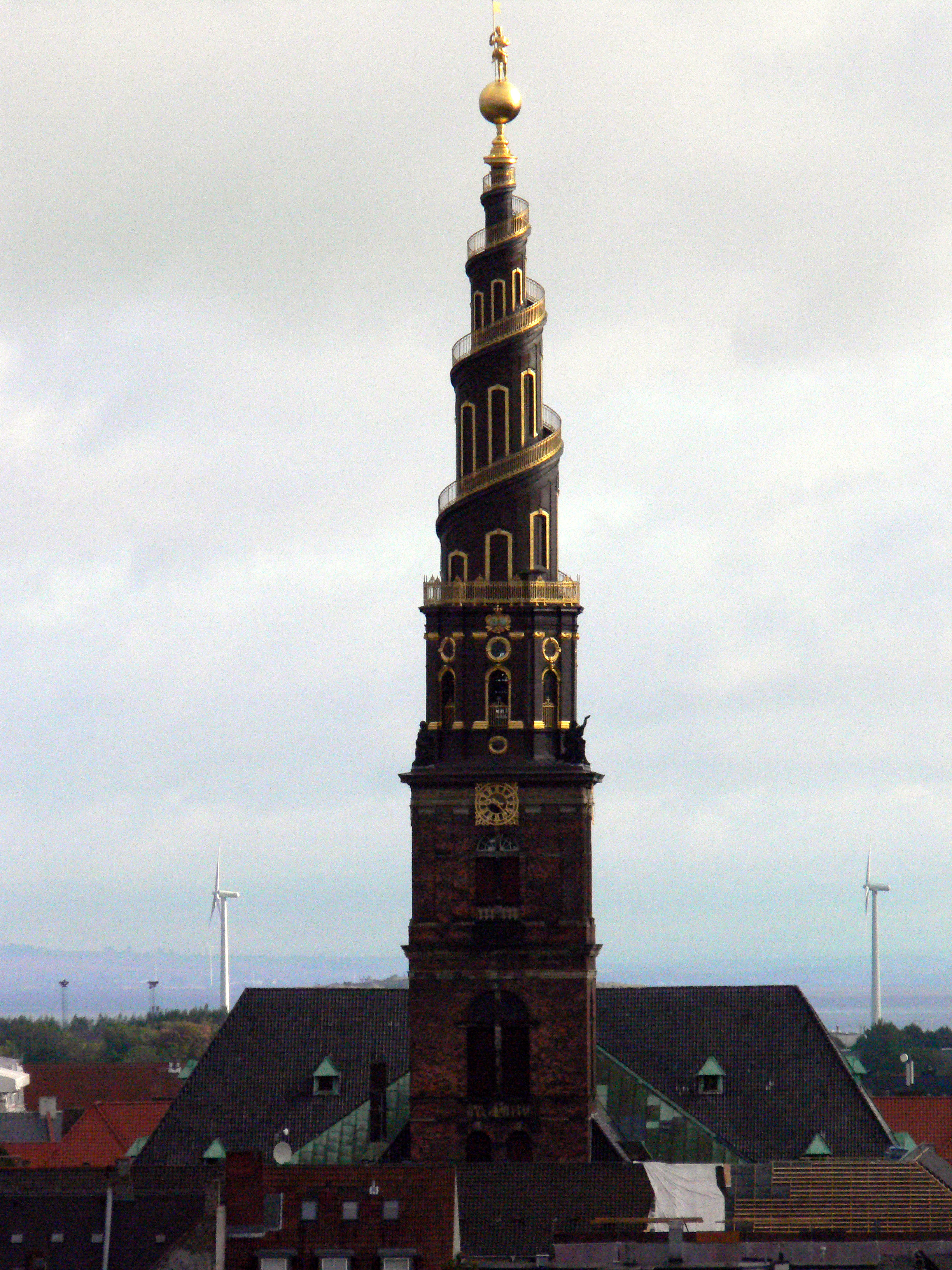
Kostel Spasitele

Christianshavn je umělý ostrov v sousedství Kodaně v Dánsku. Ostrov byl založen v 17. století Kristianem IV. jako rozšíření opevnění Kodaně. Má rozlohu 3,43 km2 a populaci 10 140 lidí.

## Historie
V roce 1612 dánský král Kristián IV. představil ambiciózní projekt na opevnění Kodaně. Během let 1618 až 1623 vztyčil hliněné náspy s pěti baštami v bažinaté oblasti mezi Kodaní a ostrovem Amager. V těch letech se objevila i idea vytvoření nové obchodní čtvrti v této oblasti. Tyto dva nápady se spojily a v roce 1639 byla založena malá obchodní čtvrť s pevností, která dostala jméno Christianshavn.

## Doprava
Ostrov je napojen na kodaňské metro na obě linky M1 a M2, zastávku na ostrově mají i vodní autobusy č. 901 a 902.

## Christianshavn v kultuře
Kostel Spasitele se objevuje v knize Cesta do středu Země od Julese Verna. Ostrov se stal nesmrtelný díky velmi populárnímu dánskému seriálu Dům v Christianshavnu. Dále je dějištěm části románu Cit slečny Smilly pro sníh od dánského autora Petra Hoega.

## Atrakce
- Kostel Spasitele
- Christiánie
- Dánské centrum architektury
- Lille Mølle (historické muzeum)
- Noma (restaurace)